# Draba graminea
Draba graminea là một loài thực vật có hoa trong họ Cải. Loài này được Greene mô tả khoa học đầu tiên năm 1901.